# Ducado de Merania

Escudo de armas.

El ducado de Merania (también Meran, Merano o Meranie, en alemán: Herzogtum Meranien) fue un Estado de corta duración del Sacro Imperio Romano Germánico que existió entre 1153 y 1248. También fue llamado ducado de Dalmacia, ya que cubría la parte septentrional de la costa de Dalmacia. El nombre de "Merania" (no debe confundirse con el tirolés Meran) deriva de en latín: mare (mar), probablemente refiriéndose a la franja costera del golfo de Carnaro del mar Adriático al oeste de Rijeka, que pertenecía a la Marca de Istria imperial.

## Historia
El ducado fue fundado como feudo imperial por Federico I Barbarroja, elegido rey de Romanos en 1152. Un descendiente de la Casa de Hohenstaufen suaba había sucedido a su tío el rey Conrado III de Alemania, quien tuvo que protegerse de su rival el Duque Enrique el Orgulloso de la Casa de Welf, el cual fue despojado finalmente de su ducado bávaro en 1138. El mismo Federico pactó un acuerdo con la dinastía Welf, y en la Dieta Imperial de 1154 en Goslar reinstituyó al hijo de Enrique el Orgulloso, Enrique el León, como duque de Baviera. Enrique, sin embargo, solo recuperó una parte del Estado original: la Marca de Austria bávara por el Privilegium Minus de 1156 fue elevada a ducado por propio derecho, el ducado de Austria, sostenido por la leal Casa de Babenberg francona; además el condado de Tirol alcanzó la inmediación imperial.

### Condes de Dachau
En el mismo tiempo Federico Barbarroja también elevó al conde bávaro Conrado de Dachau al rango de duque ya no subordinado a los gobernantes güelfos. Conrado, como primo del conde palatino bávaro Otón V de Scheyern, era descendiente de la Casa de Wittelsbach; la primera referencia de él como dux Dalmatiæ data de 1153. Poseía vastas fincas en la Baviera occidental entre los ríos Lech e Isar, pero no se sabe con precisión si sus posesiones ya comprendían la  terra Marani, ya que la costa dálmata estaba en realidad en manos del Reino de Hungría (en unión personal con Croacia) y la República de Venecia.
El duque Conrado I fue sucedido por su hijo Conrado II, quien volvió a aparecer como dux de Dachawe y murió sin hijos en 1182. Sus tierras condales en Dachau pasaron a su primo Otón I de Wittelsbach por ser duque de Baviera, elegido por el emperador Federico Barbarroja después de la deposición final del güelfo Enrique el León en 1180.

### Casa de Andechs

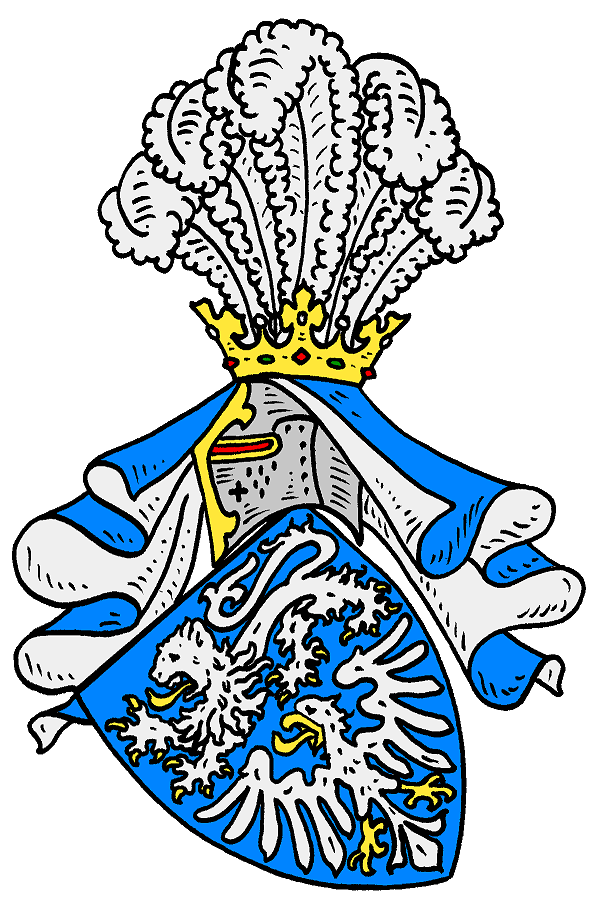
Escudo de armas de la Casa de Andechs-Merania

Las tierras de "Merania" en torno a Brseč (Berschezh) en la costa adriática habían sido adquiridas originalmente por el Margrave Ulrico I de Istria en 1063 y heredadas por su hijo el Margrave Poppo II (1070-1098). Poppo no dejó hijos, y su hija Sofía se casó con el conde Bertoldo II de la Casa de Andechs. Su hijo, el conde Bertoldo III de Andechs, se casó con Eduviges, hermana del Duque Conrado II de Merania, y en 1173 fue elegido Margrave de Istria y Carniola por el emperador Federico Barbarroja. Hacia 1183 su hijo el conde Bertoldo IV de Andechs fue investido con el título de dux Meraniae, a través de su tío materno Conrado II. Se había casado con Inés de Rochlitz de la Casa de Wettin sajona, con quien tuvo numerosos hijos, entre ellos santa Eduviges de Andechs, la reina consorte Gertrudis de Hungría y la Reina consorte Inés de Francia. A la muerte de su padre en 1188 asumió el gobierno margravial sobre las tierras de Istria y Carniola.
La dinastía de Andechs fue elevada a Príncipes del Sacro Imperio Romano Germánico; en 1204 el hijo mayor de Bertoldo Otón I sucedió a su padre como "duque de Merania". Otón dejó el gobierno sobre las marcas de Istria y Carniola a su hermano menor Enrique y se concentró en el matrimonio con la condesa Hohenstaufen Beatriz II de Borgoña, una nieta de Federico Barbarroja, de donde adquirió el Condado Libre de Borgoña en 1208. Sin embargo, con el Margrave Enrique empezó el declive de la Casa de Andechs: él y su hermano el Príncipe Obispo Ekbert de Bamberg fueron acusados de haber participado en el asesinato de un rey alemán, el hijo de Federico Barbarroja, Felipe de Suabia; probablemente una intriga ideada por sus primos rivales de Wittelsbach. Enrique fue desterrado y despojado de sus marcas por el emperador Otón IV en 1209, también perdió sus tierras bávaras, que cayeron en manos de los duques de Wittelsbach.
El hermano de Enrique, el Duque Otón I, intentó la reconciliación con la autoridad imperial para recuperar las posesiones de la familia. Sin embargo, después de que el emperador Hohenstaufen Federico II se aliara con el Duque de Wittelsbach Otón II de Baviera, el hijo de Otón y sucesor Otón II de Merania cambió de lado y se coaligó con el papa Gregorio IX, el enemigo de Federico. En el fiero conflicto entre el Emperador y el Papado, Otón II fue desterrado finalmente en 1247. Se retiró al castillo de Niesten cerca de Weismain en el Obispado Principesco de Bamberg, donde murió sin descendencia al año siguiente.
El título de "duque de Merania" dejó de utilizarse y no quedaron inmediaciones imperiales: las marcas de Istria y Carniola pasaron al Patriarcado de Aquileia, y los territorios originales de la Casa de Andechs fueron ocupados y apropiados por los duques bávaros.

## Duques
- Conrado I (c. 1153-1159)
- Conrado II (1159-1182), hijo, murió sin hijos

Casa de Andechs
- Bertoldo (c.1183-1204), sobrino de Conrado II, Margrave de Istria desde 1188
- Otón I (1204-1234), hijo, casado con la condesa Beatriz II de Borgoña, conde Libre de Borgoña desde 1208
- Otón II (1234-1248), hijo, conde de Borgoña, sin descendencia.

Actualidad 
- En la actualidad, el título nominal de Duque de Merania y sus títulos anhejos ha pasado por adquisición legal libre del título, al Duque Itamar Morales Von Meranien, Jefe de Nombre y Armas de la Casa Morales-Merania.